# Tour de Colombie féminin 2019
La 10e édition du Tour de Colombie féminin a eu lieu du 3 au 7 décembre 2019. La course fait partie du calendrier international féminin UCI 2019 en catégorie 2.2.

## Équipes
| Équipe continentale- Coldeportes Zenú Équipe féminine professionnelle- Team Illuminate Équipe nationale- Colombie Équipe féminines amateur (13)- Avinal-Sistecredito-GW - Boyacá Raza de Campeones - Evolución Femenina Areandina - Super Giros-Alcaldía de Manizales - Bogotá Mejor Para Todos - CM Benros - Construval-San Mateo - San Mateo Procycling - Bettle Campionissimo - Flowerpack Montedias - Santurbike Cycling - Asaderos El Gran Pollo - Monserrate Smarttex |
| |

## Étapes
| Étape     | Date   | Villes étapes         | type                        | Distance (km) | Vainqueur d'étape | Leader du classement général |
| --------- | ------ | --------------------- | --------------------------- | ------------- | ----------------- | ---------------------------- |
| 1re étape | 3 déc. | Manizales – Zarzal    | étape de plaine             | 126,4         | Milena Salcedo    | Milena Salcedo               |
| 2e étape  | 4 déc. | Zarzal – Salento      | étape de moyenne montagne   | 113,1         | Daniela Atehortua | Daniela Atehortua            |
| 3e étape  | 5 déc. | Manizales – Anserma   | étape de moyenne montagne   | 124,4         | Natalia Muñoz     | Daniela Atehortua            |
| 4e étape  | 6 déc. | La Virginia – Viterbo | contre-la-montre individuel | 22,8          | Aranza Villalón   | Aranza Villalón              |
| 5e étape  | 7 déc. | Pereira – Pereira     | étape de plaine             | 85,6          | Natalia Muñoz     | Aranza Villalón              |

## Déroulement de la course

### 1reétape
| \| Classement de l'étape \| Classement de l'étape \| Classement de l'étape \| Classement de l'étape \| Classement de l'étape \| \| Coureur \| Coureur \| Pays \| Équipe \| Temps \| \| --------------------- \| --------------------- \| --------------------- \| --------------------------- \| --------------------- \| \| 1re \| Milena Salcedo \| Colombie \| Swapit Agolico \| 3 h 25 min 53 s \| \| 2e \| María Latriglia \| Colombie \| \| + 0 s \| \| 3e \| Paula Carrasco \| Colombie \| \| + 0 s \| \| 4e \| Diana Sánchez \| Colombie \| \| + 0 s \| \| 5e \| Marcela Hernández \| Colombie \| Avinal-GW-Carmen de Viboral \| + 0 s \| |                   |          |                             |                 |
| |                   |          |                             |                 |
| Source : ProCyclingStats |                   |          |                             |                 |
| Classement de l'étape |                   |          |                             |                 |
| Coureur | Coureur           | Pays     | Équipe                      | Temps           |
| 1re | Milena Salcedo    | Colombie | Swapit Agolico              | 3 h 25 min 53 s |
| 2e | María Latriglia   | Colombie |                             | + 0 s           |
| 3e | Paula Carrasco    | Colombie |                             | + 0 s           |
| 4e | Diana Sánchez     | Colombie |                             | + 0 s           |
| 5e | Marcela Hernández | Colombie | Avinal-GW-Carmen de Viboral | + 0 s           |

| \| Classement général \| Classement général \| Classement général \| Classement général \| Classement général \| \| Coureur \| Coureur \| Pays \| Équipe \| Temps \| \| ------------------ \| ------------------ \| ------------------ \| --------------------------- \| ------------------ \| \| 1re \| Milena Salcedo \| Colombie \| Swapit Agolico \| 3 h 25 min 38 s \| \| 2e \| María Latriglia \| Colombie \| \| + 9 s \| \| 3e \| Paula Carrasco \| Colombie \| \| + 9 s \| \| 4e \| Marcela Hernández \| Colombie \| Avinal-GW-Carmen de Viboral \| + 10 s \| \| 5e \| Tatiana Dueñas \| Colombie \| Team Illuminate \| + 12 s \| |                   |          |                             |                 |
| |                   |          |                             |                 |
| Source : ProCyclingStats |                   |          |                             |                 |
| Classement général |                   |          |                             |                 |
| Coureur | Coureur           | Pays     | Équipe                      | Temps           |
| 1re | Milena Salcedo    | Colombie | Swapit Agolico              | 3 h 25 min 38 s |
| 2e | María Latriglia   | Colombie |                             | + 9 s           |
| 3e | Paula Carrasco    | Colombie |                             | + 9 s           |
| 4e | Marcela Hernández | Colombie | Avinal-GW-Carmen de Viboral | + 10 s          |
| 5e | Tatiana Dueñas    | Colombie | Team Illuminate             | + 12 s          |

### 2eétape
| \| Classement de l'étape \| Classement de l'étape \| Classement de l'étape \| Classement de l'étape \| Classement de l'étape \| \| Coureur \| Coureur \| Pays \| Équipe \| Temps \| \| --------------------- \| --------------------- \| --------------------- \| ---------------------- \| --------------------- \| \| 1re \| Daniela Atehortua \| Colombie \| \| 3 h 35 min 36 s \| \| 2e \| Erika Botero \| Colombie \| \| + 0 s \| \| 3e \| Jeniffer Medellin \| Colombie \| \| + 12 s \| \| 4e \| Natalia Pardo \| Colombie \| \| + 12 s \| \| 5e \| Aranza Villalón \| Chili \| Avinal-Sistecredito-GW \| + 12 s \| |                   |          |                        |                 |
| |                   |          |                        |                 |
| Source : ProCyclingStats |                   |          |                        |                 |
| Classement de l'étape |                   |          |                        |                 |
| Coureur | Coureur           | Pays     | Équipe                 | Temps           |
| 1re | Daniela Atehortua | Colombie |                        | 3 h 35 min 36 s |
| 2e | Erika Botero      | Colombie |                        | + 0 s           |
| 3e | Jeniffer Medellin | Colombie |                        | + 12 s          |
| 4e | Natalia Pardo     | Colombie |                        | + 12 s          |
| 5e | Aranza Villalón   | Chili    | Avinal-Sistecredito-GW | + 12 s          |

| \| Classement général \| Classement général \| Classement général \| Classement général \| Classement général \| \| Coureur \| Coureur \| Pays \| Équipe \| Temps \| \| ------------------ \| ------------------ \| ------------------ \| ---------------------- \| ------------------ \| \| 1re \| Daniela Atehortua \| Colombie \| \| 7 h 01 min 19 s \| \| 2e \| Erika Botero \| Colombie \| \| + 9 s \| \| 3e \| Jeniffer Medellin \| Colombie \| \| + 9 s \| \| 4e \| Natalia Pardo \| Colombie \| \| + 10 s \| \| 5e \| Aranza Villalón \| Chili \| Avinal-Sistecredito-GW \| + 12 s \| |                   |          |                        |                 |
| |                   |          |                        |                 |
| Source : ProCyclingStats |                   |          |                        |                 |
| Classement général |                   |          |                        |                 |
| Coureur | Coureur           | Pays     | Équipe                 | Temps           |
| 1re | Daniela Atehortua | Colombie |                        | 7 h 01 min 19 s |
| 2e | Erika Botero      | Colombie |                        | + 9 s           |
| 3e | Jeniffer Medellin | Colombie |                        | + 9 s           |
| 4e | Natalia Pardo     | Colombie |                        | + 10 s          |
| 5e | Aranza Villalón   | Chili    | Avinal-Sistecredito-GW | + 12 s          |

### 3eétape
| \| Classement de l'étape \| Classement de l'étape \| Classement de l'étape \| Classement de l'étape \| Classement de l'étape \| \| Coureur \| Coureur \| Pays \| Équipe \| Temps \| \| --------------------- \| --------------------- \| --------------------- \| ---------------------------- \| --------------------- \| \| 1re \| Natalia Muñoz \| Colombie \| \| 3 h 42 min 39 s \| \| 2e \| Aranza Villalón \| Chili \| Avinal-Sistecredito-GW \| + 2 s \| \| 3e \| Camila Valbuena \| Colombie \| Evolución Femenina Areandina \| + 2 s \| \| 4e \| Daniela Atehortua \| Colombie \| \| + 9 s \| \| 5e \| Jeniffer Medellin \| Colombie \| \| + 10 s \| |                   |          |                              |                 |
| |                   |          |                              |                 |
| Source : ProCyclingStats |                   |          |                              |                 |
| Classement de l'étape |                   |          |                              |                 |
| Coureur | Coureur           | Pays     | Équipe                       | Temps           |
| 1re | Natalia Muñoz     | Colombie |                              | 3 h 42 min 39 s |
| 2e | Aranza Villalón   | Chili    | Avinal-Sistecredito-GW       | + 2 s           |
| 3e | Camila Valbuena   | Colombie | Evolución Femenina Areandina | + 2 s           |
| 4e | Daniela Atehortua | Colombie |                              | + 9 s           |
| 5e | Jeniffer Medellin | Colombie |                              | + 10 s          |

| \| Classement général \| Classement général \| Classement général \| Classement général \| Classement général \| \| Coureur \| Coureur \| Pays \| Équipe \| Temps \| \| ------------------ \| ------------------ \| ------------------ \| ---------------------------- \| ------------------ \| \| 1re \| Daniela Atehortua \| Colombie \| \| 10 h 44 min 07 s \| \| 2e \| Natalia Muñoz \| Colombie \| \| + 6 s \| \| 3e \| Aranza Villalón \| Chili \| Avinal-Sistecredito-GW \| + 9 s \| \| 4e \| Jeniffer Medellin \| Colombie \| \| + 19 s \| \| 5e \| Camila Valbuena \| Colombie \| Evolución Femenina Areandina \| + 21 s \| |                   |          |                              |                  |
| |                   |          |                              |                  |
| Source : ProCyclingStats |                   |          |                              |                  |
| Classement général |                   |          |                              |                  |
| Coureur | Coureur           | Pays     | Équipe                       | Temps            |
| 1re | Daniela Atehortua | Colombie |                              | 10 h 44 min 07 s |
| 2e | Natalia Muñoz     | Colombie |                              | + 6 s            |
| 3e | Aranza Villalón   | Chili    | Avinal-Sistecredito-GW       | + 9 s            |
| 4e | Jeniffer Medellin | Colombie |                              | + 19 s           |
| 5e | Camila Valbuena   | Colombie | Evolución Femenina Areandina | + 21 s           |

### 4eétape
| \| Classement de l'étape \| Classement de l'étape \| Classement de l'étape \| Classement de l'étape \| Classement de l'étape \| \| Coureur \| Coureur \| Pays \| Équipe \| Temps \| \| --------------------- \| --------------------- \| --------------------- \| ---------------------------- \| --------------------- \| \| 1re \| Aranza Villalón \| Chili \| Avinal-Sistecredito-GW \| 30 min 39 s \| \| 2e \| Camila Valbuena \| Colombie \| Evolución Femenina Areandina \| + 25 s \| \| 3e \| Cristina Sanabria \| Colombie \| Colombie \| + 27 s \| \| 4e \| Lina Rojas \| Colombie \| \| + 1 min 23 s \| \| 5e \| Milena Fagua \| Colombie \| \| + 1 min 34 s \| |                   |          |                              |              |
| |                   |          |                              |              |
| Source : ProCyclingStats |                   |          |                              |              |
| Classement de l'étape |                   |          |                              |              |
| Coureur | Coureur           | Pays     | Équipe                       | Temps        |
| 1re | Aranza Villalón   | Chili    | Avinal-Sistecredito-GW       | 30 min 39 s  |
| 2e | Camila Valbuena   | Colombie | Evolución Femenina Areandina | + 25 s       |
| 3e | Cristina Sanabria | Colombie | Colombie                     | + 27 s       |
| 4e | Lina Rojas        | Colombie |                              | + 1 min 23 s |
| 5e | Milena Fagua      | Colombie |                              | + 1 min 34 s |

| \| Classement général \| Classement général \| Classement général \| Classement général \| Classement général \| \| Coureur \| Coureur \| Pays \| Équipe \| Temps \| \| ------------------ \| ------------------ \| ------------------ \| ---------------------------- \| ------------------ \| \| 1re \| Aranza Villalón \| Chili \| Avinal-Sistecredito-GW \| 11 h 14 min 55 s \| \| 2e \| Camila Valbuena \| Colombie \| Evolución Femenina Areandina \| + 37 s \| \| 3e \| Natalia Pardo \| Colombie \| \| + 2 min 12 s \| \| 4e \| Milena Fagua \| Colombie \| \| + 2 min 19 s \| \| 5e \| Jeniffer Medellin \| Colombie \| \| + 2 min 24 s \| |                   |          |                              |                  |
| |                   |          |                              |                  |
| Source : ProCyclingStats |                   |          |                              |                  |
| Classement général |                   |          |                              |                  |
| Coureur | Coureur           | Pays     | Équipe                       | Temps            |
| 1re | Aranza Villalón   | Chili    | Avinal-Sistecredito-GW       | 11 h 14 min 55 s |
| 2e | Camila Valbuena   | Colombie | Evolución Femenina Areandina | + 37 s           |
| 3e | Natalia Pardo     | Colombie |                              | + 2 min 12 s     |
| 4e | Milena Fagua      | Colombie |                              | + 2 min 19 s     |
| 5e | Jeniffer Medellin | Colombie |                              | + 2 min 24 s     |

### 5eétape
| \| Classement de l'étape \| Classement de l'étape \| Classement de l'étape \| Classement de l'étape \| Classement de l'étape \| \| Coureur \| Coureur \| Pays \| Équipe \| Temps \| \| --------------------- \| --------------------- \| --------------------- \| ---------------------- \| --------------------- \| \| 1re \| Natalia Muñoz \| Colombie \| \| 2 h 20 min 01 s \| \| 2e \| Lorena Colmenares \| Colombie \| \| + 0 s \| \| 3e \| Aranza Villalón \| Chili \| Avinal-Sistecredito-GW \| + 0 s \| \| 4e \| Elizabeth Castaño \| Colombie \| \| + 0 s \| \| 5e \| Jeniffer Medellin \| Colombie \| \| + 0 s \| |                   |          |                        |                 |
| |                   |          |                        |                 |
| Source : ProCyclingStats |                   |          |                        |                 |
| Classement de l'étape |                   |          |                        |                 |
| Coureur | Coureur           | Pays     | Équipe                 | Temps           |
| 1re | Natalia Muñoz     | Colombie |                        | 2 h 20 min 01 s |
| 2e | Lorena Colmenares | Colombie |                        | + 0 s           |
| 3e | Aranza Villalón   | Chili    | Avinal-Sistecredito-GW | + 0 s           |
| 4e | Elizabeth Castaño | Colombie |                        | + 0 s           |
| 5e | Jeniffer Medellin | Colombie |                        | + 0 s           |

## Classements finals

### Classement général final
| \| Classement général \| Classement général \| Classement général \| Classement général \| Classement général \| \| Coureur \| Coureur \| Pays \| Équipe \| Temps \| \| ------------------ \| ------------------ \| ------------------ \| ---------------------------- \| ------------------ \| \| 1re \| Aranza Villalón \| Chili \| Avinal-Sistecredito-GW \| 13 h 34 min 52 s \| \| 2e \| Camila Valbuena \| Colombie \| Evolución Femenina Areandina \| + 44 s \| \| 3e \| Natalia Muñoz \| Colombie \| \| + 2 min 23 s \| \| 4e \| Jeniffer Medellin \| Colombie \| \| + 2 min 28 s \| \| 5e \| Milena Fagua \| Colombie \| \| + 2 min 32 s \| \| 6e \| Lorena Colmenares \| Colombie \| \| + 3 min 08 s \| \| 7e \| Cristina Sanabria \| Colombie \| Colombie \| + 3 min 16 s \| \| 8e \| Daniela Atehortua \| Colombie \| \| + 3 min 38 s \| \| 9e \| Natalia Pardo \| Colombie \| \| + 3 min 42 s \| \| 10e \| Xiomara Castro \| Colombie \| \| + 4 min 16 s \| |                   |          |                              |                  |
| |                   |          |                              |                  |
| Source : ProCyclingStats |                   |          |                              |                  |
| Classement général |                   |          |                              |                  |
| Coureur | Coureur           | Pays     | Équipe                       | Temps            |
| 1re | Aranza Villalón   | Chili    | Avinal-Sistecredito-GW       | 13 h 34 min 52 s |
| 2e | Camila Valbuena   | Colombie | Evolución Femenina Areandina | + 44 s           |
| 3e | Natalia Muñoz     | Colombie |                              | + 2 min 23 s     |
| 4e | Jeniffer Medellin | Colombie |                              | + 2 min 28 s     |
| 5e | Milena Fagua      | Colombie |                              | + 2 min 32 s     |
| 6e | Lorena Colmenares | Colombie |                              | + 3 min 08 s     |
| 7e | Cristina Sanabria | Colombie | Colombie                     | + 3 min 16 s     |
| 8e | Daniela Atehortua | Colombie |                              | + 3 min 38 s     |
| 9e | Natalia Pardo     | Colombie |                              | + 3 min 42 s     |
| 10e | Xiomara Castro    | Colombie |                              | + 4 min 16 s     |

### Classements annexes

#### Classement par points
| Classement par points | Classement par points | Classement par points | Classement par points        | Classement par points |
| Coureur               | Coureur               | Pays                  | Équipe                       | Points                |
| --------------------- | --------------------- | --------------------- | ---------------------------- | --------------------- |
| 1re                   | Natalia Muñoz         | Colombie              |                              | 40 pts                |
| 2e                    | Aranza Villalón       | Chili                 | Avinal-Sistecredito-GW       | 39 pts                |
| 3e                    | Milena Salcedo        | Colombie              | Colombie                     | 38 pts                |
| 4e                    | Camila Valbuena       | Colombie              | Evolución Femenina Areandina | 30 pts                |
| 5e                    | Jeniffer Medellin     | Colombie              |                              | 26 pts                |
| 6e                    | Lorena Colmenares     | Colombie              |                              | 26 pts                |
| 7e                    | Daniela Atehortua     | Colombie              |                              | 23 pts                |
| 8e                    | Milena Fagua          | Colombie              |                              | 18 pts                |
| 9e                    | Natalia Pardo         | Colombie              |                              | 18 pts                |
| 10e                   | Marcela Hernández     | Colombie              | Avinal-GW-Carmen de Viboral  | 18 pts                |

#### Classement de la meilleure grimpeuse
| Classement de la montagne | Classement de la montagne | Classement de la montagne | Classement de la montagne    | Classement de la montagne |
| Coureur                   | Coureur                   | Pays                      | Équipe                       | Points                    |
| ------------------------- | ------------------------- | ------------------------- | ---------------------------- | ------------------------- |
| 1re                       | Daniela Atehortua         | Colombie                  | Avinal-Sistecredito-GW       | 22 pts                    |
| 2e                        | Natalia Muñoz             | Colombie                  |                              | 21 pts                    |
| 3e                        | Natalia Pardo             | Colombie                  |                              | 10 pts                    |
| 4e                        | Camila Valbuena           | Colombie                  | Evolución Femenina Areandina | 7 pts                     |
| 5e                        | Aranza Villalón           | Chili                     | Avinal-Sistecredito-GW       | 4 pts                     |
| 6e                        | Lorena Colmenares         | Colombie                  |                              | 3 pts                     |
| 7e                        | Rocío Parrado             | Colombie                  | CM Benros                    | 3 pts                     |
| 8e                        | Erika Botero              | Colombie                  |                              | 3 pts                     |
| 9e                        | Jeniffer Medellin         | Colombie                  |                              | 2 pts                     |
| 10e                       | Adriana Tovar             | Colombie                  |                              | 2 pts                     |

#### Classement de la meilleure sprinteuse
| Classement des sprints | Classement des sprints | Classement des sprints | Classement des sprints      | Classement des sprints |
| Coureur                | Coureur                | Pays                   | Équipe                      | Points                 |
| ---------------------- | ---------------------- | ---------------------- | --------------------------- | ---------------------- |
| 1re                    | Milena Salcedo         | Colombie               | Colombie                    | 23 pts                 |
| 2e                     | Marcela Hernández      | Colombie               | Avinal-GW-Carmen de Viboral | 11 pts                 |
| 3e                     | Maria Catalina Gómez   | Colombie               |                             | 10 pts                 |
| 4e                     | Paula Carrasco         | Colombie               |                             | 6 pts                  |
| 5e                     | Tatiana Dueñas         | Colombie               | Team Illuminate             | 5 pts                  |
| 6e                     | Natalia Muñoz          | Colombie               |                             | 4 pts                  |
| 7e                     | Lina Rojas             | Colombie               |                             | 3 pts                  |
| 8e                     | Rocío Parrado          | Colombie               | CM Benros                   | 2 pts                  |
| 9e                     | Leidy López            | Colombie               |                             | 2 pts                  |
| 10e                    | Adriana Tovar          | Colombie               |                             | 1 pt                   |

#### Classement de la meilleure jeune
| Classement du meilleur jeune | Classement du meilleur jeune | Classement du meilleur jeune | Classement du meilleur jeune | Classement du meilleur jeune |
| Coureur                      | Coureur                      | Pays                         | Équipe                       | Temps                        |
| ---------------------------- | ---------------------------- | ---------------------------- | ---------------------------- | ---------------------------- |

## Évolution des classements
| Étape              | Vainqueur           | Classement général | Classement de la montagne | Classement par points | Classement des metas volantes | Classement par équipes            |
| ------------------ | ------------------- | ------------------ | ------------------------- | --------------------- | ----------------------------- | --------------------------------- |
| 1re étape          | Milena Salcedo      | Milena Salcedo     | Daniela Atehortua         | Milena Salcedo        | Milena Salcedo                | Asaderos El Gran Pollo            |
| 2e étape           | Daniela Atehortua   | Daniela Atehortua  | Daniela Atehortua         | Milena Salcedo        | Milena Salcedo                | Evolución Femenina Liga de Bogotá |
| 3e étape           | Leidy Natalia Muñoz | Daniela Atehortua  | Daniela Atehortua         | Milena Salcedo        | Milena Salcedo                | Evolución Femenina Liga de Bogotá |
| 4e étape           | Aranza Villalón     | Aranza Villalón    | Daniela Atehortua         | Milena Salcedo        | Milena Salcedo                | Evolución Femenina Liga de Bogotá |
| 5e étape           | Leidy Natalia Muñoz | Aranza Villalón    | Daniela Atehortua         | Leidy Natalia Muñoz   | Milena Salcedo                | Evolución Femenina Liga de Bogotá |
| Classements finals | Classements finals  | Aranza Villalón    | Daniela Atehortua         | Leidy Natalia Muñoz   | Milena Salcedo                | Evolución Femenina Liga de Bogotá |